# Ondřej Moravec
Ondřej Moravec (ur. 9 czerwca 1984 w Uściu nad Orlicą) – czeski biathlonista, trzykrotny medalista olimpijski, pięciokrotny medalista mistrzostw świata oraz wielokrotny medalista mistrzostw świata i Europy juniorów.

## Kariera
Pierwsze sukcesy w karierze osiągnął w 2001 roku, zdobywając srebrne medale w biegu indywidualnym i sztafecie mieszanej podczas olimpijskiego festiwalu młodzieży Europy w Vuokatti. Na rozgrywanych rok później mistrzostwach świata juniorów w Ridnaun był drugi w sztafecie i trzeci w sprincie i biegu pościgowym. Trzy medale zdobył też na mistrzostwach świata juniorów w Kościelisku w 2003 roku - w biegu indywidualnym, pościgowym i sztafecie był trzeci. W zawodach tego cyklu zdobył jeszcze srebrne medale w sztafecie podczas mistrzostw świata juniorów w Haute Maurienne w 2004 roku i biegu indywidualnym na rozgrywanych rok później mistrzostwach świata juniorów w Kontiolahti.
W zawodach Pucharu Świata zadebiutował 18 stycznia 2003 roku w Ruhpolding, zajmując 56. miejsce w sprincie. Pierwsze punkty wywalczył 15 stycznia 2005 roku w tej samej miejscowości, gdzie zajął 29. miejsce w tej samej konkurencji. Na podium zawodów tego cyklu po raz pierwszy stanął 15 grudnia 2012 roku w Pokljuce, kończąc rywalizację w biegu pościgowym na drugiej pozycji. W zawodach tych rozdzielił Emila Hegle Svendsena z Norwegii i Francuza Martina Fourcade'a. W kolejnych startach jeszcze 11 razy stawał na podium, odnosząc przy tym jedno zwycięstwo: 3 marca 2013 roku w Oslo był najlepszy w biegu masowym. Najlepsze wyniki osiągnął w sezonie 2014/2015, kiedy zajął szóste miejsce w klasyfikacji generalnej.
W 2007 roku wystartował na mistrzostwach świata w Anterselvie, gdzie zajął piąte miejsce w sztafecie, a w startach indywidualnych plasował się poza czterdziestką. Pierwszy medal w zawodach tego cyklu wywalczył w 2013 roku, wspólnie z Veroniką Vítkovą, Gabrielą Soukalovą i Jaroslavem Soukupem zajmując trzecie miejsce w sztafecie mieszanej na mistrzostwach świata w Novym Měscie. Na tej samej imprezie był też między innymi czwarty w biegu indywidualnym i starcie masowym, walkę o podium przegrywając odpowiednio z Fredrikiem Lindströmem ze Szwecji i Emilem Hegle Svendsenem. Podczas rozgrywanych dwa lata później mistrzostw świata w Kontiolahti wywalczył trzy medale. Najpierw razem z Vítkovą, Soukalovą i Michalem Šlesingrem zwyciężył w sztafecie mieszanej, zdobywając pierwszy w historii złoty medal dla Czech w tej konkurencji. Następnie zajął trzecie miejsce w biegu indywidualnym, przegrywając tylko z Martinem Fourcade'em i Svendsenem. Parę dni później zdobył srebrny medal w biegu masowym, rozdzielając na podium Jakova Faka ze Słowenii i Norwega Tarjei Bø. Ostatni medal wywalczył na mistrzostwach świata w Hochfilzen w 2017 roku, kończąc bieg indywidualny na drugiej pozycji. W biegu tym wyprzedził go jedynie Lowell Bailey z USA.
W 2006 roku wystąpił na igrzyskach olimpijskich w Turynie, gdzie był szósty w sztafecie, a indywidualnie plasował się w czwartej dziesiątce. Na rozgrywanych cztery lata później igrzyskach w Vancouver wystąpił tylko w sprincie, w którym zajął 67. miejsce. Największy sukces w karierze osiągnął na igrzyskach olimpijskich w Soczi w 2014 roku, zdobywając trzy medale. Najpierw był drugi w biegu pościgowym, plasując się między dwoma Francuzami: Martinem Fourcade'em i Jeanem Guillaume'em Beatrixem. Następnie zajął trzecie miejsce w starcie masowym, ulegając Svendsenowi Fourcade'owi. Ponadto czeska sztafeta mieszana w składzie: Veronika Vítková, Gabriela Soukalová, Jaroslav Soukup i Ondřej Moravec wywalczyła srebro. Brał też udział w igrzyskach w Pjongczangu w 2018 roku, gdzie był między innymi siódmy w sztafecie męskiej, ósmy w sztafecie mieszanej oraz jedenasty w starcie masowym.
W marcu 2021 roku zakończył sportową karierę.

## Osiągnięcia

### Zimowe igrzyska olimpijskie
| Rok  | Miejscowość | Konkurencje | Konkurencje | Konkurencje | Konkurencje | Konkurencje | Konkurencje | Konkurencje |
| Rok  | Miejscowość | IN          | SP          | PU          | MS          | RL          | MR          | SR          |
| ---- | ----------- | ----------- | ----------- | ----------- | ----------- | ----------- | ----------- | ----------- |
| 2006 | Turyn       | –           | 32.         | 39.         | –           | 6.          | nd.         | nd.         |
| 2010 | Vancouver   | –           | 67.         | q.          | –           | –           | nd.         | nd.         |
| 2014 | Soczi       | 18.         | 8.          | 2.          | 3.          | 11.         | 2.          | nd.         |
| 2018 | Pjongczang  | 12.         | 29.         | 51.         | 11.         | 7.          | 8.          | nd.         |

### Mistrzostwa świata
| Rok  | Miejscowość     | Konkurencje | Konkurencje | Konkurencje | Konkurencje | Konkurencje | Konkurencje | Konkurencje |
| Rok  | Miejscowość     | IN          | SP          | PU          | MS          | RL          | MR          | SR          |
| ---- | --------------- | ----------- | ----------- | ----------- | ----------- | ----------- | ----------- | ----------- |
| 2007 | Anterselva      | –           | 56.         | 49.         | –           | 5.          | –           | nd.         |
| 2008 | Östersund       | 44.         | –           | –           | –           | 7.          | –           | nd.         |
| 2011 | Chanty-Mansyjsk | –           | 82.         | q.          | –           | 10.         | 11.         | nd.         |
| 2012 | Ruhpolding      | 12.         | 18.         | 15.         | 13.         | 9.          | 8.          | nd.         |
| 2013 | Nové Město      | 4.          | 35.         | 31.         | 4.          | 6.          | 3.          | nd.         |
| 2015 | Kontiolahti     | 3.          | 9.          | 9.          | 2.          | 6.          | 1.          | nd.         |
| 2016 | Oslo            | 35.         | 59.         | dns.        | –           | 5.          | –           | nd.         |
| 2017 | Hochfilzen      | 2.          | 5.          | 5.          | 16.         | 10.         | 7.          | nd.         |
| 2019 | Östersund       | 37.         | 92.         | –           | –           | 4.          | 6.          | 9.          |
| 2020 | Anterselva      | 16.         | 46.         | 22.         | 11.         | 13.         | 3.          | –           |
| 2021 | Pokljuka        | 11.         | 55.         | 46.         | –           | 13.         | 11.         | –           |

### Mistrzostwa Europy
| Rok  | Miejscowość   | Konkurencje | Konkurencje | Konkurencje | Konkurencje | Konkurencje | Konkurencje | Konkurencje |
| Rok  | Miejscowość   | IN          | SP          | PU          | MS          | RL          | MR          | SR          |
| ---- | ------------- | ----------- | ----------- | ----------- | ----------- | ----------- | ----------- | ----------- |
| 2002 | Kontiolahti   | 18.         | 10.         | 11.         | nd.         | 7.          | nd.         | nd.         |
| 2003 | Forni Avoltri | 1.          | 20.         | 6.          | nd.         | 1.          | nd.         | nd.         |
| 2004 | Mińsk         | 4.          | 1.          | 1.          | nd.         | 5.          | nd.         | nd.         |
| 2005 | Nowosybirsk   | 4.          | 2.          | 1.          | nd.         | 4.          | nd.         | nd.         |
| 2006 | Langdorf      | –           | 45.         | DNS         | nd.         | 8.          | nd.         | nd.         |
| 2008 | Nové Město    | –           | 28.         | 22.         | nd.         | 3.          | nd.         | nd.         |

### Mistrzostwa świata juniorów
| Rok  | Miejscowość     | Konkurencje | Konkurencje | Konkurencje | Konkurencje | Konkurencje | Konkurencje | Konkurencje |
| Rok  | Miejscowość     | IN          | SP          | PU          | MS          | RL          | MR          | SR          |
| ---- | --------------- | ----------- | ----------- | ----------- | ----------- | ----------- | ----------- | ----------- |
| 2001 | Chanty-Mansyjsk | –           | 33.         | 39.         | nd.         | 10.         | nd.         | nd.         |
| 2002 | Ridnaun         | 15.         | 3.          | 3.          | nd.         | 2.          | nd.         | nd.         |
| 2003 | Kościelisko     | 3.          | 4.          | 3.          | nd.         | 3.          | nd.         | nd.         |
| 2004 | Haute Maurienne | 37.         | 26.         | 10.         | nd.         | 2.          | nd.         | nd.         |
| 2005 | Kontiolahti     | 2.          | 39.         | 22.         | nd.         | 5.          | nd.         | nd.         |

### Puchar Świata

#### Miejsca w klasyfikacji generalnej
| Sezon     | Miejsce |
| --------- | ------- |
| 2004/2005 | 83.     |
| 2005/2006 | 51.     |
| 2006/2007 | 55.     |
| 2007/2008 | 45.     |
| 2008/2009 | 99.     |
| 2009/2010 | 66.     |
| 2010/2011 | 51.     |
| 2011/2012 | 28.     |
| 2012/2013 | 12.     |
| 2013/2014 | 15.     |
| 2014/2015 | 6.      |
| 2015/2016 | 25.     |
| 2016/2017 | 12.     |
| 2017/2018 | 27.     |
| 2018/2019 | 30.     |
| 2019/2020 | 26.     |
| 2020/2021 | 37.     |

#### Miejsca na podium chronologicznie
| Lp. | Dzień       | Rok  | Miejscowość      | Konkurencja                | Lokata | Pudła   | Czas biegu | Strata  | Zwycięzca            |
| --- | ----------- | ---- | ---------------- | -------------------------- | ------ | ------- | ---------- | ------- | -------------------- |
| 1.  | 15 grudnia  | 2012 | Pokljuka         | Bieg pościgowy na 12,5 km  | 2.     | 0+0+0+1 | 32:53,0    | +3,8    | Emil Hegle Svendsen  |
| 2.  | 6 stycznia  | 2013 | Oberhof          | Bieg pościgowy na 12,5 km  | 3.     | 0+0+0+0 | 33:12,8    | +49,9   | Dmitrij Małyszko     |
| 3.  | 3 marca     | 2013 | Oslo             | Bieg masowy na 15 km       | 1.     | 0+0+0+1 | 39:48,7    | –       | –                    |
| 4.  | 14 grudnia  | 2013 | Le Grand-Bornand | Sprint na 10 km            | 2.     | 0+0     | 22:39,6    | +32,9   | Johannes Thingnes Bø |
| 5.  | 15 marca    | 2014 | Kontiolahti      | Sprint na 10 km            | 3.     | 0+0     | 24:23,2    | +19,7   | Johannes Thingnes Bø |
| 6.  | 6 grudnia   | 2014 | Östersund        | Sprint na 10 km            | 2.     | 0+0     | 25:14,9    | +28,3   | Martin Fourcade      |
| 7.  | 12 marca    | 2015 | Kontiolahti      | Bieg indywidualny na 20 km | 3.     | 0+1+0+0 | 48:09,9    | +40,5   | Martin Fourcade      |
| 8.  | 15 marca    | 2015 | Kontiolahti      | Bieg masowy na 15 km       | 2.     | 1+0+0+0 | 36:25,9    | +1,0    | Jakov Fak            |
| 9.  | 10 stycznia | 2016 | Ruhpolding       | Bieg masowy na 15 km       | 2.     | 0+0+0+0 | 34:20,9    | +13,7   | Martin Fourcade      |
| 10. | 16 lutego   | 2017 | Hochfilzen       | Bieg indywidualny na 20 km | 2.     | 0+0+0+0 | 48:10,7    | +3,3    | Lowell Bailey        |
| 11. | 10 marca    | 2017 | Kontiolahti      | Sprint na 10 km            | 2.     | 0+0     | 22:17,6    | +0,6    | Martin Fourcade      |
| 12. | 10 stycznia | 2018 | Ruhpolding       | Bieg indywidualny na 20 km | 2.     | 0+0+0+0 | 45:28,9    | +1:01,0 | Martin Fourcade      |

### Puchar IBU

#### Miejsca w klasyfikacji generalnej
| Sezon     | Miejsce |
| --------- | ------- |
| 2006/2007 | 54      |
| 2007/2008 | 139     |
| 2008/2009 | 43      |

#### Miejsca na podium chronologicznie
| Lp. | Dzień    | Rok  | Miejscowość | Konkurencja                | Lokata | Pudła   | Czas biegu  | Strata  | Zwycięzca           |
| --- | -------- | ---- | ----------- | -------------------------- | ------ | ------- | ----------- | ------- | ------------------- |
| 1.  | 7 lutego | 2009 | Osrblie     | Bieg indywidualny na 20 km | 2.     | 0+0+1+1 | 51:48.1 min | +3.3 s  | Hans Martin Gjedrem |
| 2.  | 8 lutego | 2009 | Osrblie     | Sprint na 10 km            | 3.     | 1+1     | 27:35.5 min | +35.2 s | Hans Martin Gjedrem |